# Alisma nanum
Alisma nanum, vodena trajnica, helofit iz roda žabočuna, porodica žabočunovki. 

## Opis
Biljke su vitke, bez gomolja. Zračni listovi s peteljkom 1,2-4 cm, tanki; lisna plojka široko lancetasta ili eliptična do jajasta, 1,5-3,7 × 0,6-2,3 cm, baza zaobljena ili blago klinasta, vrh zašiljen. Metlice 2-9 cm, u 1-3 pršljena s 3-9 ogranaka, rijetko štitaste. Peteljka 1-2,5 cm. Čašični listići široko jajasti, ca. 1,5 × 1,2 mm. Latice bijele ili ružičaste, jednake ili veće od lapova. Prašnici ca. 0,2 × 0,5 mm. Karpela 8-12; vrhovi 0,1-0,2 mm, kraći od jajnika, stigmatozni u gornjoj 1/5-1/3 dužine. Achenes elliptic, ca. 1,5 mm, 1-užlijebljen abaksijalno; lateralni perikarp proziran, tanak. Cvjetanje: srpanj-rujan.
Kineski je endem iz Xinjianga. Raste po močvarama nay nadmorski mvisinama do 600 metara.